# Garotas Não Merecem Chorar
"Garotas Não Merecem Chorar" é o terceiro single do cantor e compositor Luan Santana, extraído do seu EP Te Esperando, a canção foi lançada nas rádios no dia 12 de agosto de 2013, está presente também no DVD O Nosso Tempo É Hoje, lançado em 21 de outubro do mesmo ano. Liderou a tabela musical nos meses de Maio a Julho de 2013, onde os dados são medidos pela Crowley Broadcast Analysis do Brasil, pela qual as informações da Parada Musical são disponibilizadas mensalmente pela Revista Billboard Brasil. Em 2016, a canção passou a fazer parte da trilha sonora da novela das 19h Haja Coração da Rede Globo tema dos personagens Shirlei (Sabrina Petraglia) e Felipe (Marcos Pitombo).

## Composição
"Garotas Não Merecem Chorar" é uma faixa romântica composta pelo próprio Luan Santana com parceria de Matheus Aleixo e Felipe Oliver.

## Lista de faixas
| Download digital |                              |         |  |
| N.º              | Título                       | Duração |  |
| 1.               | "Garotas Não Merecem Chorar" | 3:01    |  |